# Mercedes-Benz 770
La 770 era un'autovettura di gran lusso prodotta dal 1930 al 1944 dalla Casa tedesca Mercedes-Benz.

## Profilo storico
La 770 è una delle Mercedes-Benz più note nel panorama automobilistico mondiale degli anni trenta. La sua fama nasce innanzitutto dalle sue dimensioni, dal lusso sfrenato e dal  prezzo astronomico. Con questo modello, la Mercedes-Benz voleva lanciare la sfida definitiva al segmento del gran lusso, all'epoca coperto da marchi come la Hispano-Suiza, la Rolls-Royce e la Maybach. Molta della sua fama è dovuta anche al fatto di essere stata l'automobile personale di Adolf Hitler.
Presentata al Salone di Parigi del 1930 dopo una fase di sviluppo che ha richiesto ben due anni, la 770 va a raccogliere l'eredità di due modelli, ossia della Typ 630, tolta di produzione l'anno prima, e successivamente, a partire dal 1934, anche della SSK, modello appartenente alla serie W06, che aveva anch'essa sostituito parzialmente la Typ 630.
Denominata anche Großer Mercedes (dal tedesco = Grande Mercedes), la 770 divenne subito una delle vetture preferite da sovrani e capi di Stato. Oltre al dittatore tedesco, anche l'ex-imperatore tedesco Guglielmo II e l'Imperatore Hirohito del Giappone. Quest'ultimo ne acquistò addirittura sette.
La produzione della 770 si è articolata in due serie, indicate dalla due sigle di progetto W07 e W150.

### Serie W07 (1930-38)
La prima serie della 770 portava la sigla di progetto W07. Subito venne indirizzata alla clientela più esclusiva al mondo: il solo autotelaio veniva a costare ben 29.500 marchi. Stilisticamente, la 770 W07 era più vicina agli standard tipici di fine anni venti che non a quelli dei tardi anni trenta, come invece sarebbe stato per la serie successiva. Le forme erano piuttosto squadrate, specialmente nella zona posteriore del corpo vettura.
La 770 W07 era disponibile come limousine (definita Pullman-Limousine), come torpedo, oppure in quattro varianti di cabriolet. Meccanicamente era piuttosto classica: il telaio era a longheroni, mentre le sospensioni erano ad assale rigido con molle a balestra longitudinali. I freni erano a tamburo, di tipo meccanico e con servofreno pneumatico. Il cambio era a tre marce più overdrive, con frizione bidisco a secco. Il motore della 770 era un 8 cilindri in linea da 7.7 litri, denominato M07, il quale poteva essere scelto sia in configurazione aspirata, sia in configurazione sovralimentata. Nel primo caso si raggiungevano 150 CV di potenza massima, mentre nel secondo caso si arrivava a 200. Le prestazioni erano elevate pur considerando la massa della vettura, che raggiungeva 2700 kg a vuoto: la versione aspirata raggiungeva i 151 km/h di velocità massima, mentre quella sovralimentata, denominata 770K, fermava la lancetta del tachimetro a 160 km/h.
La 770 W07 fu tolta di produzione nel 1938, anno in cui viene presentata la nuova serie. Della serie W07 vennero prodotti 117 esemplari.

### Serie W150 (1938-44)

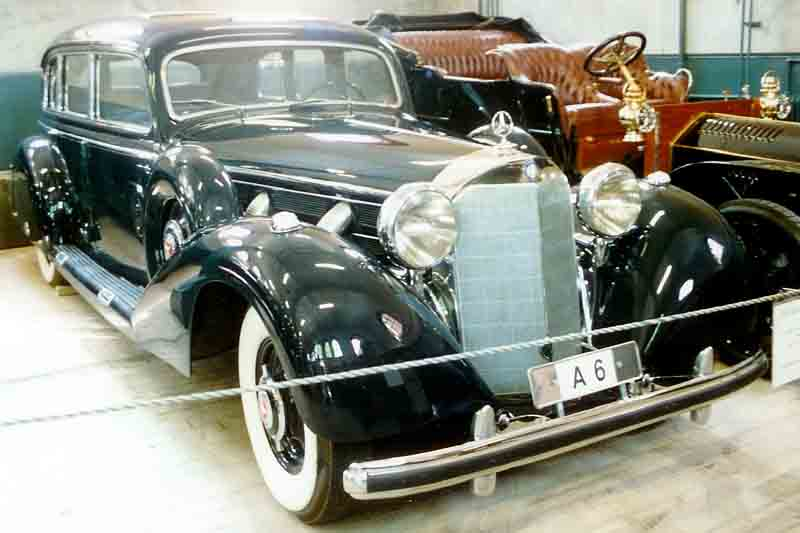
Vista di una 770 W150

La nuova serie della 770 portava la sigla di progetto W150 e venne presentata al Salone di Berlino del 1938. Si riconosceva dalla prima per le forme più arrotondate della carrozzeria, qualunque essa fosse. Molto più arrotondati e molto più avvolgenti erano anche i parafanghi, specialmente quelli anteriori.
Meccanicamente, la serie W150 condivide ben poco con la serie W07. Prima di tutto il telaio non è più a longheroni, ma è costituito da due tubi longitudinali a sezione ovale. Inoltre, l'interasse è stato maggiorato e portato a 3.88 m. Le sospensioni non sono più ad assale rigido, ma sono a ruote indipendenti sull'avantreno ed a ponte De Dion sul retrotreno. Entrambi gli assi montavano molle elicoidali, ma a partire dal 1939 il retrotreno utilizzò due molle concentriche per lato. I freni ora sono di tipo idraulico, ma venne mantenuto il servofreno pneumatico. Il cambio rimase invariato solo per il primo anno di produzione, ma nel 1939 venne sostituito da un nuovo 5 marce.
Nuovo era anche il motore della W150, denominato M150. Tale motore riprendeva le caratteristiche dimensionali del motore precedente, ma era di fatto completamente nuovo, poiché era completamente in lega leggera. La sovralimentazione, che prima era optional, ora è di serie. Il nuovo propulsore erogava una potenza massima di 235 CV a 2800 giri/min con compressore inserito. La velocità massima raggiungeva 170 km/h, sempre una punta velocità di rilievo, considerando che la massa complessiva era notevolmente aumentata e raggiungeva ben 3.6 tonnellate a vuoto.
Tra il 1940 ed il 1944, in pieno periodo bellico, la 770 W150 venne affiancata da una piccola serie di 770 corazzate, caratterizzate da una carrozzeria blindata. La sigla di progetto di questi autentici carri armati stradali era W150 II. Tali vetture raggiungevano un peso da record, ben 4780 kg a vuoto. Per adeguare il propulsore a tale corpo vettura, venne aumentato il rapporto di compressione del motore, il quale usufruì anche di due compressori volumetrici anziché uno solo. La potenza massima raggiunse così 405 CV mettendo in grado la vettura di raggiungere una velocità massima di 190 km/h.
Della 770 W150 vennero prodotti 88 esemplari fino al 1944. Con l'uscita di produzione di tale modello, per lungo tempo non vi fu più una vera e propria Großer Mercedes. Il dopoguerra avrebbe visto le alte cariche di stato tedesche a bordo delle 300 W187, sempre esclusive, ma decisamente non all'altezza della 770 per prestigio. La vera erede della 770 sarebbe arrivata nel 1963, vent'anni dopo, quando venne lanciata la 600 limousine.

## Mercedes-Benz 770K (W150) di Adolf Hitler
Per Adolf Hitler fu realizzato un modello speciale aperto da utilizzare per le manifestazioni pubbliche.

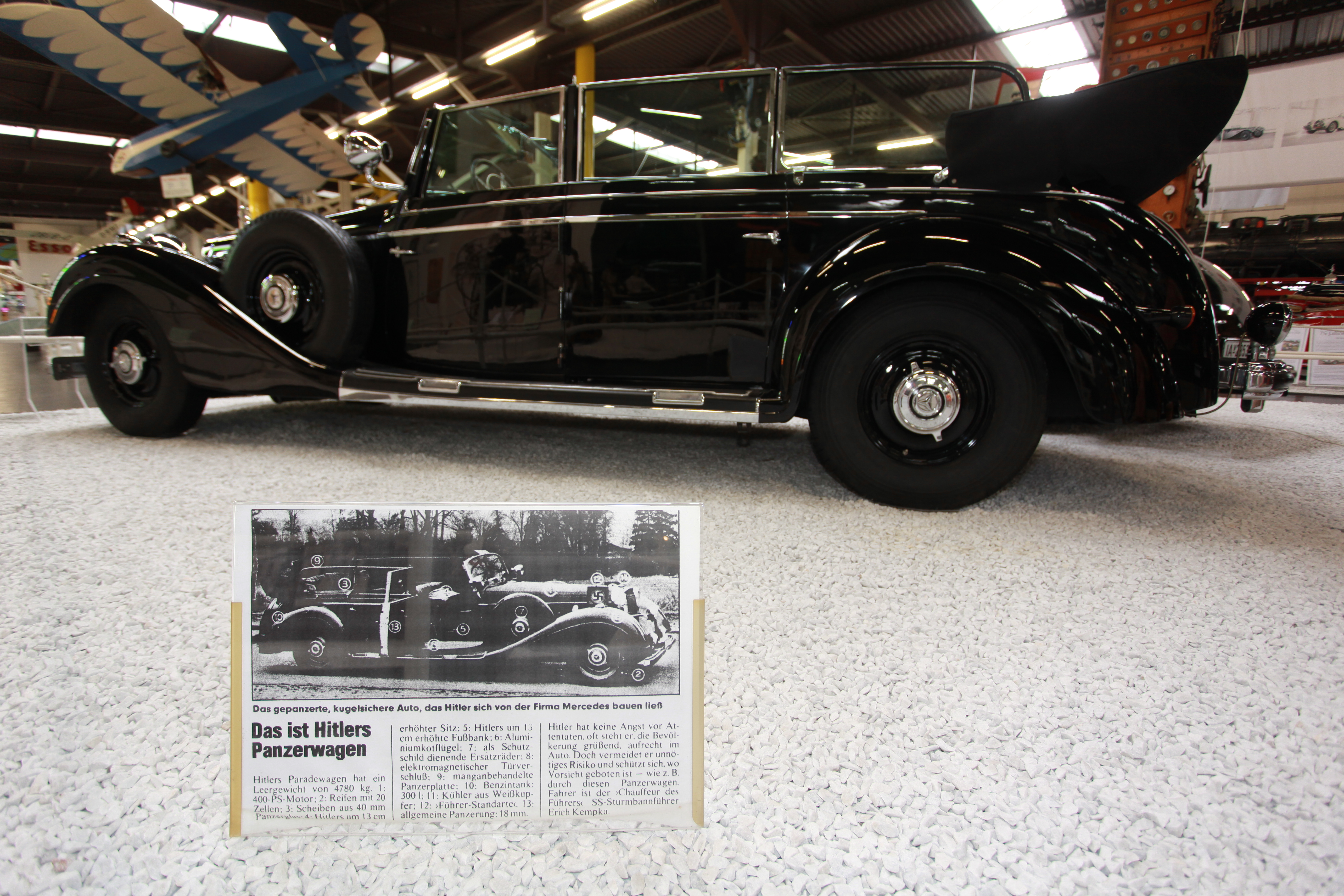
Mercedes-Benz 770K (W150)
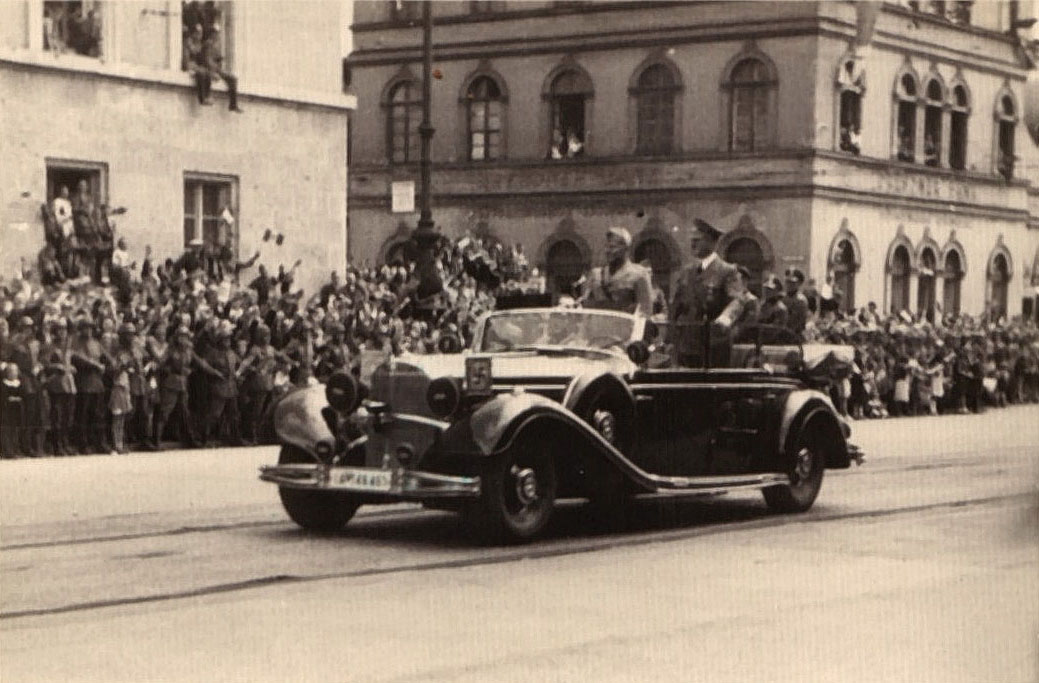
Adolf Hitler e Benito Mussolini sfilano a Monaco di Baviera a bordo della 770 W150 di proprietà del Führer tedesco